# Pseudobradya banyulensis
Pseudobradya banyulensis är en kräftdjursart som beskrevs av Soyer 1974. Pseudobradya banyulensis ingår i släktet Pseudobradya och familjen Ectinosomatidae. Inga underarter finns listade i Catalogue of Life.